# Laderaupe

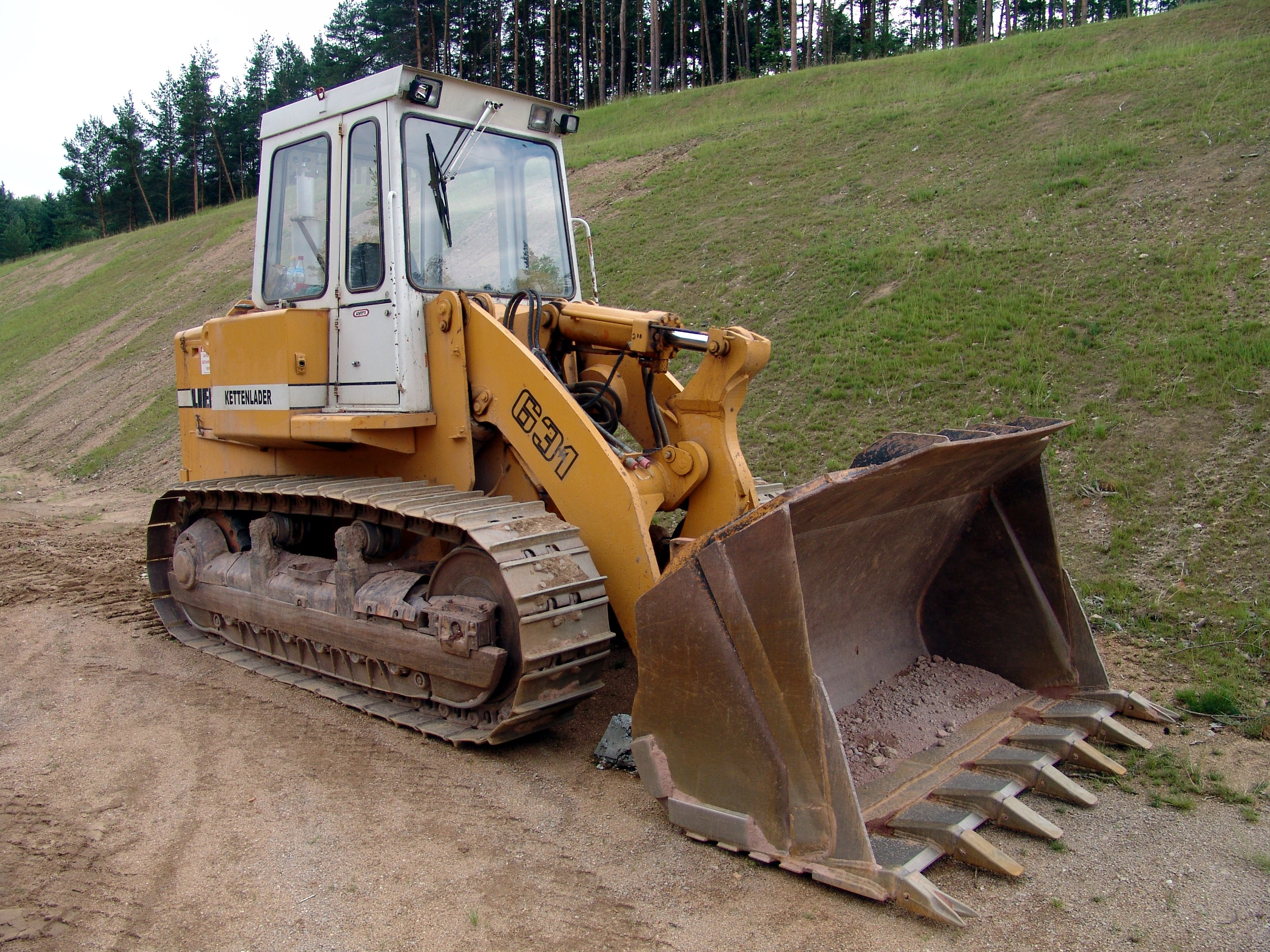
Laderaupe als Erdbaugerät

Die Laderaupe (auch Raupenlader oder Kettenlader genannt) ist eine Baumaschine, welche überwiegend im Erdbau verwendet wird. Sie besitzt ein Kettenfahrwerk und ist an der Front mit einer Ladeschaufel ausgestattet. 
Unverkennbar ist die Ähnlichkeit zur Planierraupe (Bulldozer), dennoch ist die Laderaupe eher eine Abwandlung des Radladers. Die Laderaupe unterscheidet sich vom Radlader in der besseren Geländegängigkeit und in der Fähigkeit, dicht gelagerte Böden besser lösen zu können.

## Geschichte
Die Entwicklung der Laderaupe begann nach dem Zweiten Weltkrieg. Zunächst wurde der Schild der Planierraupe entfernt und gegen eine Ladeschaufel mit Hubrahmen getauscht. Die Planierraupe als Grundgerät eignete sich jedoch nur bedingt als Laderaupe, sodass eigene Geräte entwickelt wurden. Diese erhielten eine bessere Gewichtsverteilung und eine bessere Übersichtlichkeit für den Geräteführer. Zu diesem Zweck wurde der Motor in das Heck verlegt, und die Fahrerkabine wanderte in die Mitte der Maschine. So konnte das Gewicht des Motors als Gegengewicht während des Ladebetriebs dienen.

## Komponenten
Die Laderaupe besteht im Wesentlichen aus sechs Komponenten:
1. Kettenlaufwerk
2. Motor
3. Hubrahmen mit Z-Kinematik
4. Anbaugerät vorne (Ladeschaufel)
5. Anbaugerät hinten (Heckaufreißer)
6. Fahrerkabine

## Kenngrößen
Die Laderaupe wird von einem Dieselmotor mit je nach Modell zwischen 30 und 160 kW Leistung angetrieben, das Betriebsgewicht liegt zwischen 5 und 32 t, die Ladeschaufel fasst bis zu 4,0 m³. Dabei ist eine Kipphöhe bis zu 3,2 m möglich. Die Maschine erreicht bei der Leerfahrt 7 bis 11 km/h, unter Last kann sie zwischen 3 und 7 km/h erreichen.

## Technik und Ausstattung

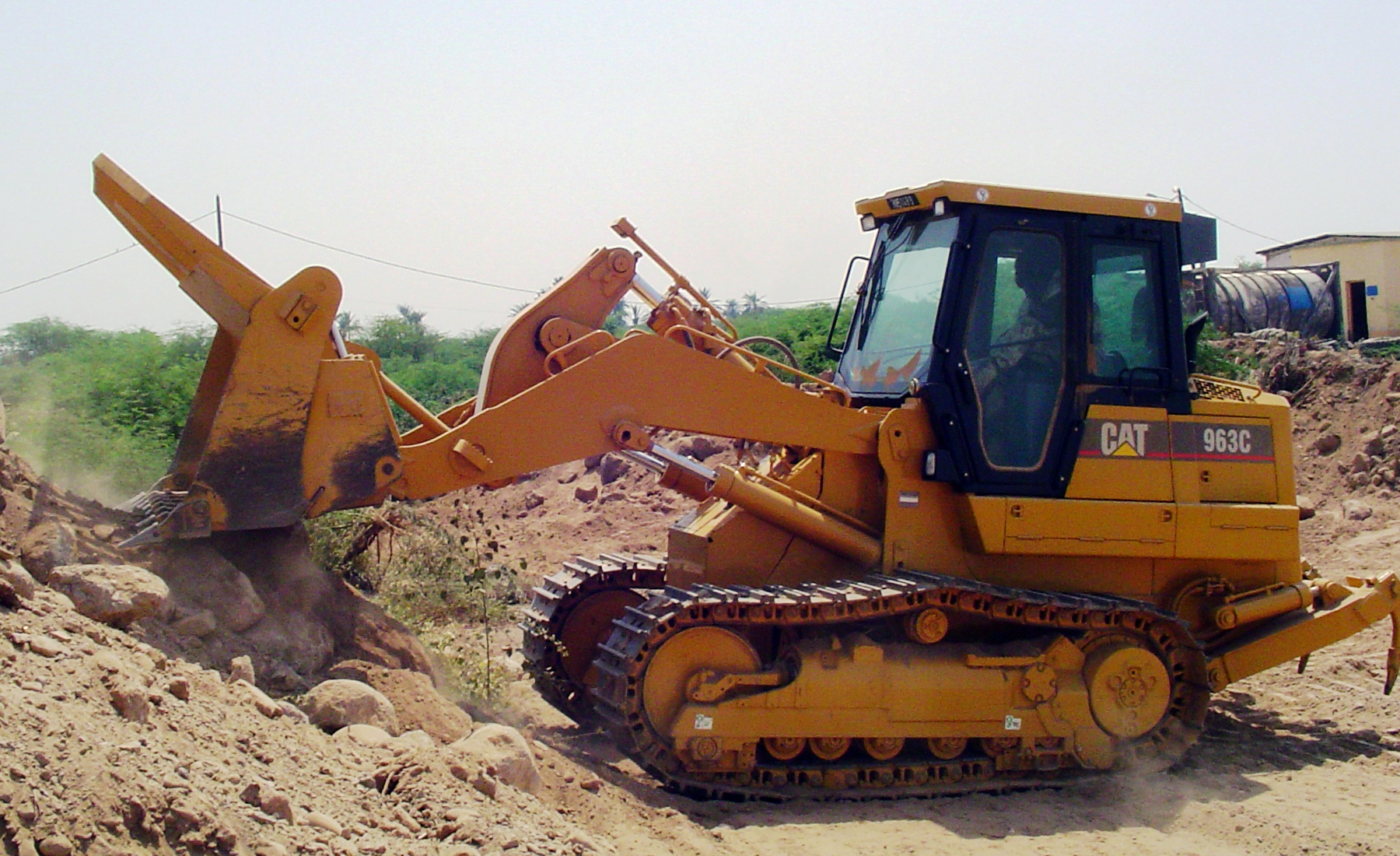
Laderaupe mit Heckaufreißer im Einsatz

Laderaupen haben heutzutage üblicherweise einen hydrostatischen Antrieb,  solche mit Drehmomentwandler und Lastschaltgetriebe sowie Lenkkupplungen und Lenkbremsen sind nur noch selten zu finden. 
Bei der Schaufelkinematik hat sich die Z-Kinematik durchgesetzt, da in diesem Fall höhere Ausbrechkräfte und günstigere Kippwinkel erzielt werden können. Die Anordnung des Motors im Heck dient als zusätzlicher Gleichgewichtsstabilisator, wodurch eben genannte Faktoren noch weiter verbessert werden. 
Am Heck der Maschine kann ein Heckaufreißer angeordnet sein, dieser ist als Einzel- oder Mehrzahnaufreißer verfügbar. 
Je nach Einsatzgebiet kann das Kettenlaufwerk mit unterschiedlichen Bodenplatten ausgerüstet sein. Man unterscheidet 1-, 2- oder 3-Steg-Ausführungen sowie spezielle sinusförmige Moorbodenplatten, welche sich selbst reinigen.

## Sicherheit

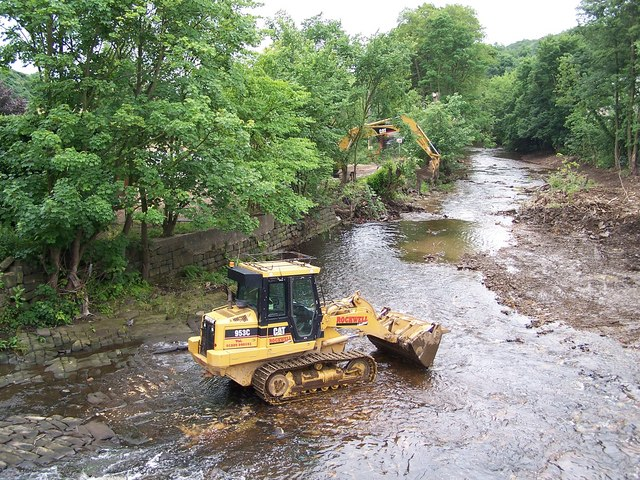
Laderaupe beim Wasserbaueinsatz im Don, England

Die gesetzlichen Unfallverhütungsvorschriften (kurz UVV) für Erdbaumaschinen schreiben vor, dass Laderaupen sowohl mit einer ROPS-Schutzeinrichtung (Roll Over Protective Structure) als auch einer FOPS-Schutzeinrichtung (Falling Object Protective Structure) versehen sein müssen. Letztere ist jedoch nur für Maschinen anzubringen, die im Steinbruch oder beim Gebäudeabbruch eingesetzt werden.
Der Fahrer einer Laderaupe muss unterwiesen, körperlich und geistig geeignet sowie mindestens 18 Jahre alt sein. Das Gerät kann aufgrund seiner Kettenlaufwerke nicht am öffentlichen Straßenverkehr teilnehmen. Der Transport zum Einsatzort erfolgt mit Hilfe eines Tiefladers.

## Hersteller
Laderaupen werden von verschiedenen Herstellern produziert, darunter auch bekannte Firmen wie Liebherr, Caterpillar oder Komatsu. Ihre Verbreitung ist unterschiedlich, in den Vereinigten Staaten oder der Schweiz erfreut sie sich großer Beliebtheit, in Deutschland dagegen ist sie eher selten anzutreffen.